# Ribamar (Mafra)
Ribamar é uma povoação da freguesia de Santo Isidoro, localizada a cerca de 38 km do centro de Lisboa e a menos de 3 km a norte da conhecida estância balnear da Ericeira. Esta aldeia é conhecida não só pela sua gastronomia, como pelas suas praias, como São Lourenço, Coxos e  Ribeira d'Ilhas, que fazem parte da Reserva Mundial de Surf da Ericeira, a primeira do género na Europa, onde são organizados campeonatos de surf e bodyboard quer ao nível nacional quer ao nível internacional.

## História
Em termos históricos, existem edifícios como o forte de Santa Susana e a capela do século XVIII.
O forte de Santa Susana, a sul da praia de São Lourenço, foi construído no século XVII por ordem de D. João IV, para defender a costa contra ataques de pirataria e, juntamente com o Forte Picoto, fez parte das Linhas de Torres (conjunto de fortificações que visaram a defesa de Lisboa durante as invasões francesas). Serviu também de aquartelamento até 1948, quando passou para a tutela da Guarda Fiscal. Ao seu redor observam-se os parapeitos e as canhoneiras abertas que datam já do século XIX.
A capela tem sobre a porta lateral a data de 1736, tendo sido reconstruída em 1959. No final de  2005 teve ainda lugar a reconstrução do telhado e arranjos exteriores. Nesta, destaca-se a imagem de São João Baptista em madeira policromada.
Nos últimos 20 anos Ribamar transformou-se na "Capital do Marisco" da região de Lisboa, contando com cerca de 15 marisqueiras e centenas de milhar de visitantes por ano.

## Praias
Ribamar conta com 5 praias incluídas na Reserva Mundial de Surf da Ericeira, de norte para sul, São Lourenço, Coxos, Crazy Left, Cave e Ribeira D'Ilhas.

## Colectividades
- Associação de Moradores de Ribamar - Ericeira